# Ewald Georg von Kleist (General)
Ewald Georg von Kleist (* 11. Mai 1698; † 11. Oktober 1768 auf Gut Groß Tychow) war ein königlich-preußischer Generalmajor und Kommandant des Forts Preußen bei Neisse.
Er war der sechste Sohn von Philipp Hartwig von Kleist und seiner Frau Anna Sophia von Schachtmann.

## Leben
Er ging früh in preußische Kriegsdienste und wurde am 12. Juni 1719 zum Fähnrich im Infanterie-Regiment Nr. 12 ernannt. Am 10. Juni 1724 folgte die Beförderung zum Seconde-Lieutenant. Im Juni 1727 wurde er entlassen und trat aber schon wieder am 7. November 1727 als Seconde-Lieutenant in das Infanterie-Regiment Nr. 25 ein. Am 20. April 1729 wurde er Premier-Lieutenant und am 8. April 1732 Stabshauptmann. Am 16. August 1737 bekam er eine eigene Kompanie und schon am 15. Mai 1739 wurde er Major.
Er kämpfte im Zweiten Schlesischen Krieg zunächst als Major im Feldbataillon Kroecher und erhielt laut der in einer Allerhöchsten Kabinettsorder vom 11. Juni 1742 enthaltenen Liste den Orden Pour le Mérite von König Friedrich II. verliehen. Am 31. Mai 1743 wurde er Oberstleutnant im Infanterie-Regiment Nr. 32. In der Schlacht bei Hohenfriedberg kommandierte er ein Grenadierbataillon, das aus den Regimentern Nr. 16 und Garnisonsregiment Nr. 1 gebildet wurde. Er wurde in dieser Schlacht verwundet.
Am 30. Oktober 1745 wurde er Oberst und Kommandant im Infanterie-Regiment Nr. 28.
In der Schlacht bei Kesselsdorf erhielt er erneut ein Grenadierbataillon jetzt aus den Regimentern Nr. 27 und Nr. 9. Am 8. September 1754 wurde er zum Generalmajor ernannt; zudem erhielt er die Stelle des Amtshauptmanns von Olezko in Litauen sowie Freienwalde und Neuenhagen in Brandenburg. Im Oktober wurde er zusätzlich Kommandant des Forts Preußen. Das blieb er bis 1764, obwohl er bereits am 2. Mai 1758 seinen erbetenen Abschied erhielt. Er zog sich danach auf sein Gut Groß-Tychow in Pommern zurück, wo er 1768 starb.

## Familie
Er war dreimal verheiratet. Seine erste Frau wurde 1746 Anna von Kettelhack. Seine zweite Frau war Essa Margarethe von Kleist (* 1. März 1695; † 26. Dezember 1765), eine Tochter des sächsischen Oberst Georg von Kleist († 1709). Nach ihrem Tod erbte er die ihm noch fehlende Hälfte von Groß Tychow. Am 22. August 1768 heiratete er Barbara Sabine von Bandemer. Sie war die Tochter seiner Stiefschwester Barbara Hedwig von Kleist und Johann Siegmund von Bandemer. Er hatte aus keiner Ehe Kinder und ernannte seine dritte Frau zur Universalerbin. Das Erbe brachte ihr kein Glück. Sie heiratete noch zweimal und wurde jedes Mal wieder geschieden.